# 私立醫院
私立医院（英語：private hospital）是指不属于政府所有的醫院以及醫療機構，私立醫院還分营利性和非营利性醫院。私立醫院的收入來自於患者的看病費用、保险公司以及外国大使馆。私立医院通常也是世界上大多数医疗保健系统的一部分。